# Bienvenue (village)
 (décembre 2023).
Pour les articles homonymes, voir Bienvenue.
Bienvenue était un village du sud-est de la Guyane, dans la commune de Camopi, et est situé à l'endroit où le ruisseau Alicorne se jette dans la rivière Camopi. Le village était autrefois habité par la tribu Wayampi. Il est situé dans une zone protégée (ZNIFF). Le village fut abandonné en 1950. En 1953, le village est répertorié comme étant proche du site d'un mine d'or.